# Bibio imitator
Bibio imitator är en tvåvingeart som beskrevs 1835 av den brittiske Francis Walker. Den ingår i släktet Bibio och familjen hårmyggor. Inga underarter finns listade i Catalogue of Life.